# Viola biflora
Viola biflora és una espècie botànica del gènere Viola. També anomenada violeta de dues flors, viola de muntanya, viola de bosc o viola pirinenca. És una planta herbàcia amb flors solitàries que tenen la característica de presentar-se a parells, són terminals, hermafrodites, de color groc i floreixen de maig a agost. El fruit és una càpsula.